# Investigação de manipulação de voto da Mnet
A investigação sobre manipulação de votos da Mnet é um escândalo de entretenimento sul-coreano de 2019 envolvendo fraudes eleitorais em várias séries de reality shows produzidas e transmitidas pelo canal de televisão Mnet. O incidente envolve principalmente o programa Produce 101 e o Idol School, que pretendiam criar grupos de K-pop com membros selecionados pelo voto da platéia e por voto popular.
Em julho de 2019, durante o episódio final da quarta temporada do Produce 101, Produce X 101, vários espectadores suspeitaram que o total de votos foi manipulado depois de observar os padrões numéricos. Em 1º de agosto de 2019, 272 espectadores entraram com uma ação contra a Mnet, pois seu serviço de votação de texto no local cobrava ₩100 por voto, o que levou a uma investigação liderada pela Polícia Metropolitana de Seul.
Ahn Joon-young e Kim Yong-bum, produtores do reality Produce 101, foram presos em 5 de novembro de 2019. Ahn mais tarde admitiu ter manipulado o ranking para todas as quatro temporadas do programa Produce 101. Em 3 de dezembro de 2019, Ahn, Kim e seis outros representantes de agências de entretenimento foram indiciados por acusações como obstrução de negócios, fraude e suborno. Um julgamento começou em 20 de dezembro de 2019.
A investigação afetou as promoções para os grupos produzidos pelas franquias da Mnet, como Iz*One e X1, bem como a percepção pública da atual série de realidade competitiva da Mnet.

## Antecedentes
Em 2009, o canal sul-coreano de televisão a cabo Mnet produziu sua primeira série de reality shows de sobrevivência, Superstar K, que imediatamente se tornou popular, criando um boom de franquias de programas de audição.
Em 2016, eles lançaram o Produce 101, com o objetivo de criar um grupo projeto de K-pop de curto prazo, com 101 participantes, com todos os 11 membros selecionados pelo voto da platéia. O grupo formado a partir desse programa, I.O.I, foi bem-sucedido ao longo de seu contrato de 1 ano e, devido à sua popularidade, a Mnet continuou a série posteriormente, criando sua própria franquia. As duas temporadas seguintes, Produce 101 Season 2 e Produce 48 (uma colaboração com o grupo AKB48), formaram o Wanna One e o Iz*One, respectivamente, com os dois grupos encontrando sucesso individual no mercado da música. A quarta temporada, Produce X 101, transmitida em 2019, criou o grupo X1.
Além da franquia Produce 101, a Mnet lançou o Idol School em 2017 com uma premissa semelhante, que criou o grupo de garotas Fromis 9.

## Investigação

### Incidente e processo
Durante a transmissão ao vivo do episódio final do Produce X 101 em 19 de julho de 2019, vários espectadores suspeitaram que a Mnet tinha adulterado o total de votos depois de perceber que algumas das classificações finais foram multiplicadas por 7494. Em resposta às alegações, a Mnet admitiu que havia erros no cálculo, mas também sustentavam que as classificações finais estavam corretas e não tinham intenção de mudar a formação final do X1. 14 representantes de agências de entretenimento dos 20 finalistas realizaram uma reunião em 29 de julho de 2019 e concordaram em apoiar o resultado do Produce X 101 e a estreia do X1. Em 1º de agosto de 2019, 272 espectadores entraram com uma ação contra a Mnet por fraude eleitoral, pois seu serviço de votação de texto local cobrava ₩100 por voto.

### Primeiras batidas policiais e alegações de testemunhas
Em 20 de agosto de 2019, um mandado de busca foi emitido nos escritórios da CJ E&M e em uma empresa de votação de texto pela Agência de Polícia Metropolitana de Seul. Durante sua primeira busca, a polícia descobriu gravações de voz dos membros da equipe discutindo a manipulação de votos nas temporadas anteriores do programa, resultando em uma extensão da investigação a todas as quatro temporadas do Produce 101, Idol School, Show Me the Money, e Superstar K.

#### Produce X 101
Em 1 de outubro de 2019, a Agência de Polícia Metropolitana de Seul confirmou que os votos dos trainees eliminados foram adicionados ao total de votos dos membros que estrearam no X1, um processo que afetou 2-3 estagiários que estavam originalmente no top 11. A polícia emitiu um mandado de busca e apreensão nos escritórios da Starship Entertainment, Woollim Entertainment e MBK Entertainment. A polícia também investigou várias agências envolvidas no Produce 48. Segundo informações, por contrato assinado com a CJ E&M, as agências de entretenimento recebiam ₩100,000 por cada episódio em que seus talentos apareciam. Um trainee anônimo alegou que apenas ₩1 milhão foi concedido a suas agências de talentos por participar de uma música, enquanto cada participante receberia apenas uma pequena porcentagem, e a CJ E&M manteria lucros adicionais se a música tivesse um bom desempenho. Algumas agências de entretenimento que discordassem solicitavam que seus talentos fossem eliminados no último minuto para retirá-los.
Em 15 de outubro de 2019, a MBC transmitiu um artigo sobre a controvérsia sobre manipulação de votos em PD Note. Os participantes das produções Produce X 101 e Idol School e da agência alegaram anonimamente que as equipes de produção eram tendenciosas aos trainees que eles preferiam, como forçar os produtores de músicas a darem a certos tarinees mais linhas e fornecer a eles mais tempo na tela; um deles alegou que o competidor teve seu tempo de tela completamente removido quando ele apresentou uma queixa contra um membro da equipe, que havia gritado com ele para acordar. Um trainee anônimo alegou que outro trainee, sob pressão da Starship Entertainment, foi secretamente informado sobre uma missão com antecedência por um dos coreógrafos. Ele também alegou que alguns trainees conheciam o ranking final antes dos resultados serem anunciados, e que um trainee da Woollim Entertainment foi informado por um representante de que apenas uma pessoa da empresa estrearia no X1.
Dois trainees alegaram que a posição central da música tema, "X1-MA", foi originalmente atribuída a um participante diferente escolhido por voto dos trainees antes que os produtores mudassem para votação do público no último minuto. Um quarto trainee afirmou que muitos participantes sentiram que o programa era tendencioso em relação aos trainees da Starship Entertainment. Os funcionários alegaram anonimamente que, para os resultados finais da classificação, apenas um produtor externo havia contado os votos em uma sala separada e enviado os resultados por mensagem de texto.